# Застава Авганистана
Застава Авганистана јесте званични симбол државе Авганистан. Након што су Талибани преузели вођство државом 15. августа 2021. године, њихова званична застава је де факто застава Авганистана. Она се састоји од белог поља са Шехадетом црне боје.
Претходна застава, која је коришћена током периода постовања Исламске Републике Авганистан се састојала од три вертикалне пруге које су црне, црвене и зелене боје. У центру се налазио стари амблем Авганистана са џамијом и михрабом окренутим према Меки.

## Старе заставе
- 1880−1901
- 1901−1919
- 1919−1921
- 1921−1926
- 1926−1928
- 1928
- 1928−1929
- 1929
- 1929−1931
- 1931−1973
- 1973−1974
- 1974−1978
- 1978
- 1978−1980
- 1980
- 1980−1987
- 1987−1992
- 1992−1996
- 1996−2001
- 2001
- 2001−2002
- 2002−2004
- 2004−2013
- 2013−2021